# Geocharis bivari
Geocharis bivari – gatunek chrząszcza z rodziny biegaczowatych i podrodziny Trechinae.

## Taksonomia
Gatunek ten został opisany w 2004 roku przez Artura R. M. Serrano i Carlosa A. S. Aguiara na podstawie 83 okazów odłowionych w latach 2002-2004. Epitet gatunkowy został nadany na cześć Antónia Bivara de Sousy.

## Opis
Chrząszcz bezoki i bezskrzydły. Ciało długości od 1,8 do 2,1 mm, spłaszczone grzbietobrzusznie, brązowe. Oskórek z silnie zaznaczoną siateczką mikrorzeźby i cienkim owłosieniem, zwłaszcza na przedpleczu i pokrywach. Przedplecze płaskie, sercowate i o przedniej krawędzi prawie regularnie łukowatej, a tylnej prostej lub nieco łukowatej na zewnątrz. Górna powierzchnia przedplecza wgłębiona między dołkami przypodstawowoymi. Pokrywy ze śladami rzędów, o górnej powierzchni (dysku) silnie punktowanej i z dwiema parami szczecinek: przednią i tylną. Samce mają przednie stopy o pierwszym członie rozszerzonym. Brak u tego gatunków zębów na tylnych udach. Edeagus silnie łukowaty, przed wierzchołkiem nieco powiększony, a na wierzchołku zaokrąglony. Apofizy jego płata nasadowego wystające. W woreczku wewnętrznym obecne zakręcone skleryty. Paramera lewa opatrzona dwiema szczecinami wierzchołkowymi i o mniej lub bardziej rozwiniętej krawędzi grzbietowo-nasadowej.

## Rozprzestrzenienie
Gatunek palearktyczny, endemiczny dla Portugalii.